# Referéndum de 1972 sobre adhesión de Noruega a la Comunidad Europea
El 27 y 28 de noviembre de 1972 se llevó a cabo un referéndum en Noruega, en el que se le consultó a la población si aprobaba la adhesión de dicho país a la Comunidad Europea.  
La adhesión fue rechazada por un 53.51%, con una participación del 78.20.

## Antecedentes
En 1963, Noruega y el Reino Unido solicitaron su entrada en la Comunidad Económica Europea (CEE). Sin embargo cuando Francia rechazó la solicitud del Reino Unido, se suspendieron las negociaciones de adhesión con Noruega, Dinamarca, Irlanda y el Reino Unido. Aunque esto ocurrió dos veces, el gobierno noruego completó sus negociaciones de los términos para el ingreso de Noruega en la Comunidad el 22 de enero de 1972.

## Resultados
|  | 46.49 % |

|  | 53.51 % |

|  | 99.70 % |

|  | 0.30 % |

|  | 78.20 % |